# منطقه تپه‌زاری تگزاس

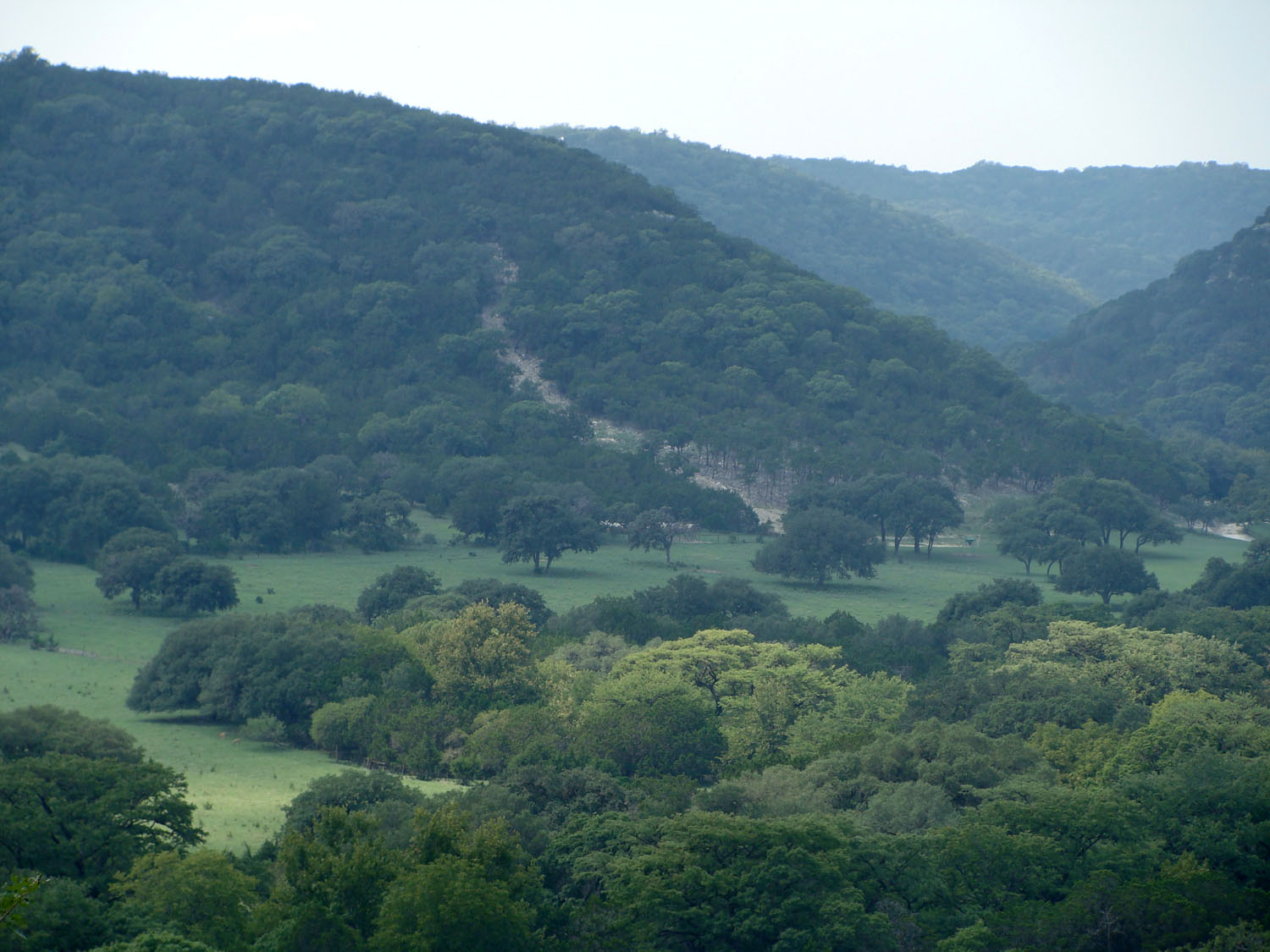

هیل کانتری تگزاس یا تپه‌زار تگزاس (به انگلیسی: Texas Hill Country) یک منطقه در ایالت تگزاس است.
شهرت این ناحیه بخاطر تپه هاییست که ارتفاعات و آب و هوایی معتدل از نوع مدیترانه‌ای و مطبوع داشته و مورد جذب صدها هزار گردشگر در سال قرار می‌گیرند.
این منطقه در شمال سن آنتونیو و غرب آستین قرار دارد.
پارک ایالتی سنگ سحرآمیز، منطقه طبیعی ایالتی افرای گمشده و پارک ایالتی گارنر در این منطقه واقع هستند.
رودخانه گوادالوپه و رودخانه فریو از این منطقه عبور می‌کنند.

## نگارخانه

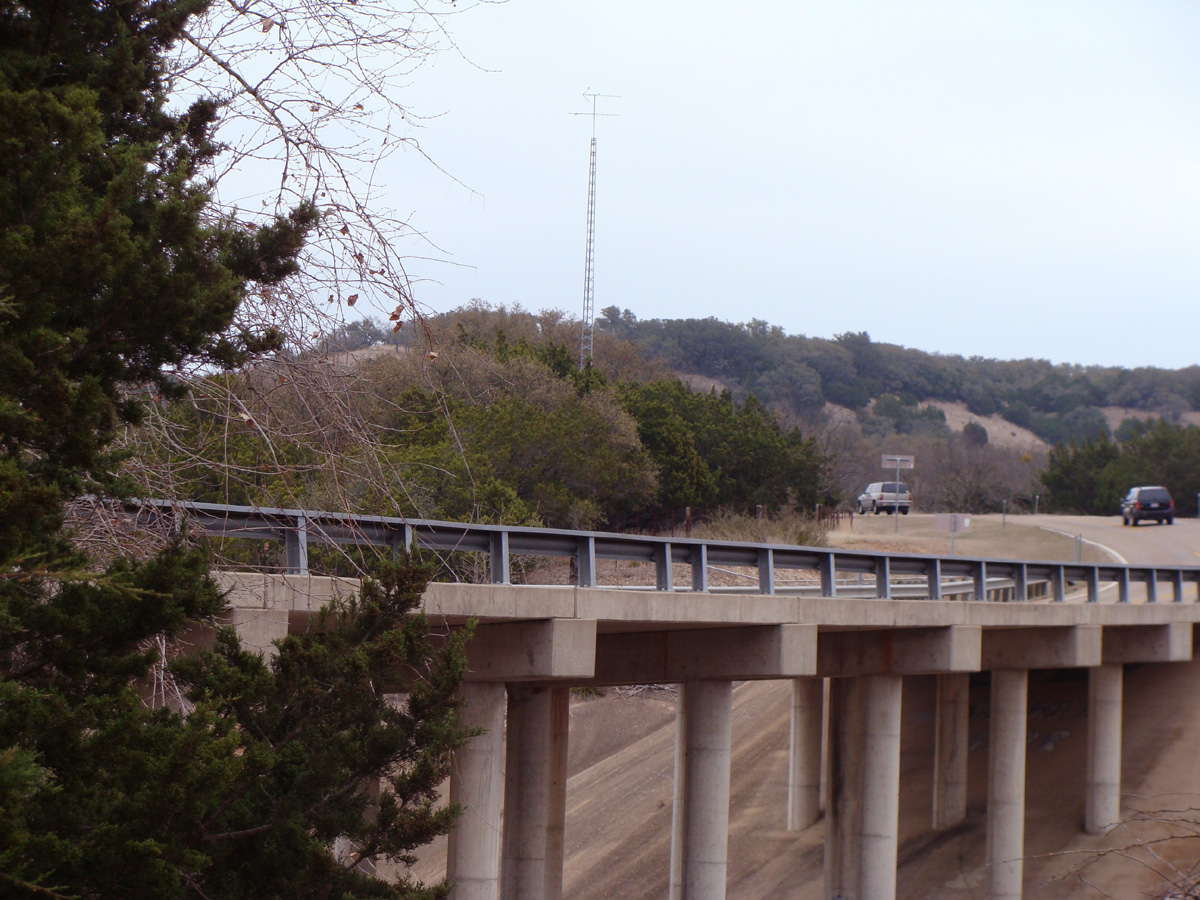
جاده ۹۶۵ رو به شمال در اواخر زمستان.
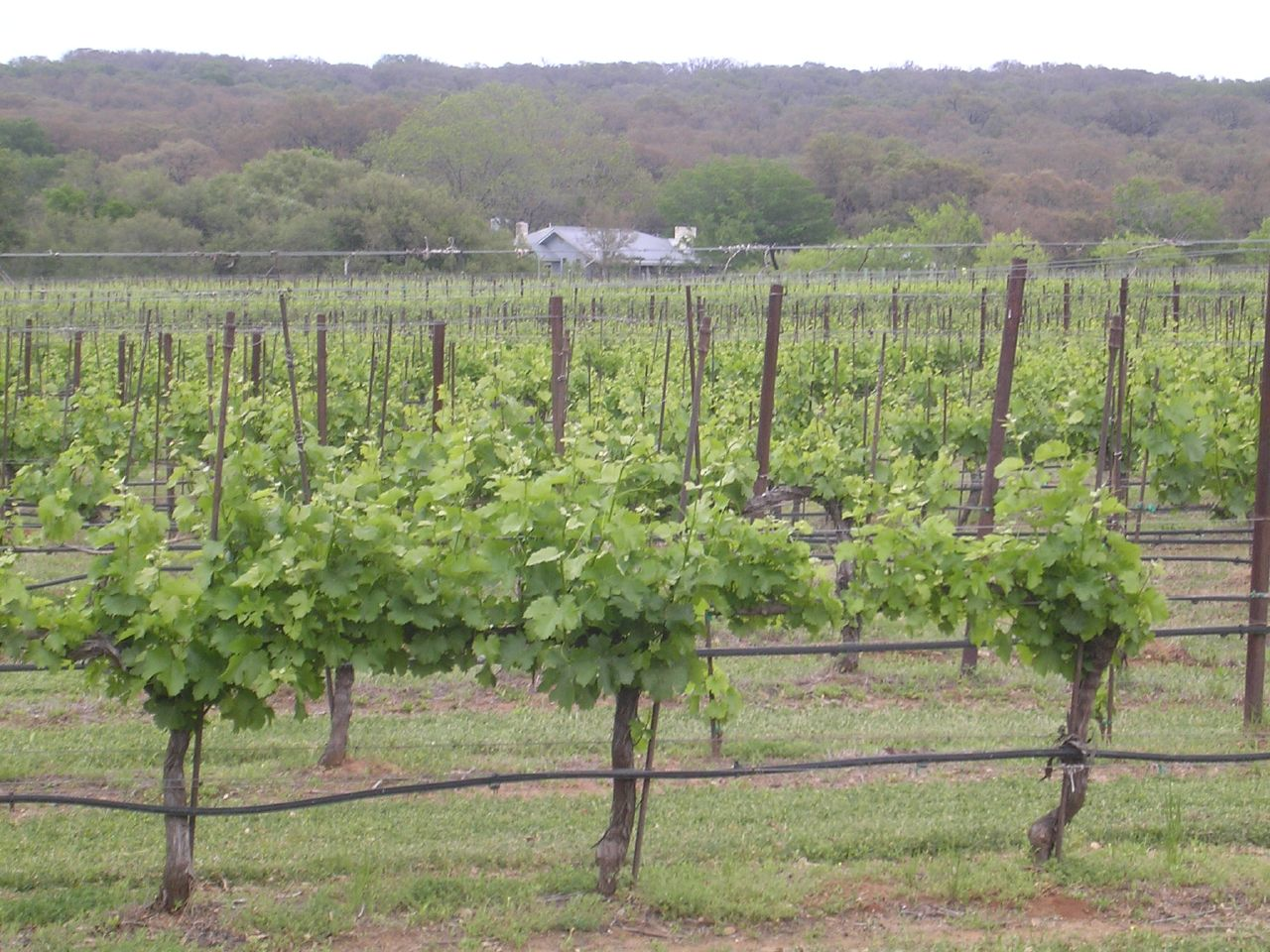
تاک شراب در این منطقه به‌خوبی بار می‌آید.
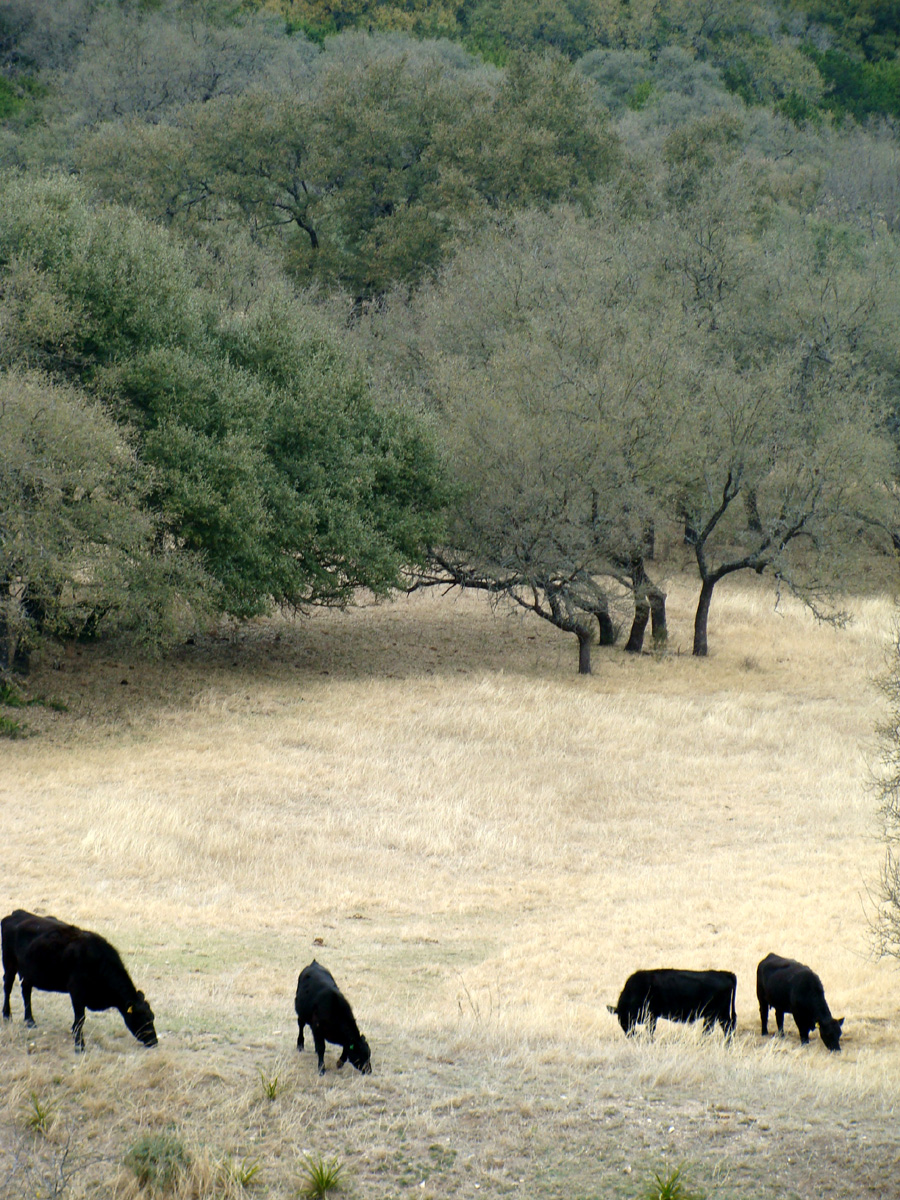
هیل کانتری چراگاه‌های فراوان دارد.
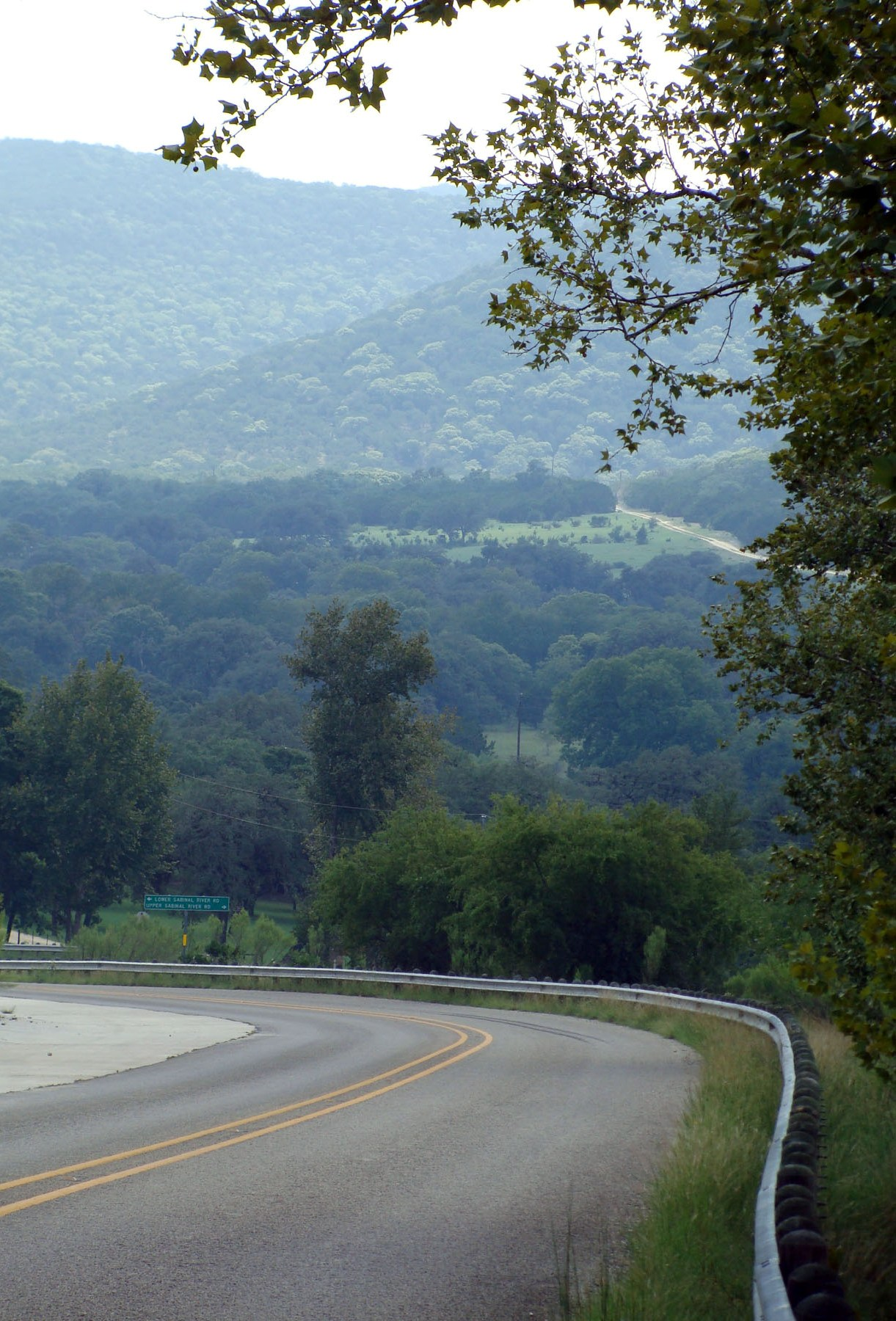
جاده ۱۸۷ رو به جنوب در اواخر تابستان